# Старе Янчино
Старе Янчино (біл. вёска Старае Янчына) — село в складі Борисовського району Мінської області, Білорусь. Село підпорядковане Мойсеївщинській сільській раді, розташоване в північно-східній частині області.